# 道敖日布扎木苏
道敖日布扎木苏（1964年—）蒙古族，内蒙古阿鲁科尔沁旗苏布日干村人，藏传佛教格鲁派喇嘛，达喜达日扎楞庙住持。

## 生平
道敖日布扎木苏1964年生于阿鲁科尔沁旗苏布日干村。17岁出家当喇嘛。此后曾在阿鲁科尔沁旗根比庙、山西五台山罗睺寺、青海塔尔寺、西藏拉萨哲蚌寺、甘肃拉卜楞寺等处学经。1995年，他进入北京中国藏语系高级佛学院进修两年。
道敖日布扎木苏的祖先早在明朝中叶至清朝初期（1500年至1626年）便曾在陈巴尔虎地区居住，故此地人民让他感到亲切，遂决定来到这里造福。2003年，经陈巴尔虎旗政府的批准，他开始领导重建当地的达喜达日扎楞庙，并担任住持。
2006年时，道敖日布扎木苏有4个弟子，分别来自科尔沁、翁牛特等地。